# 津田紘
津田 紘（つだ ひろし、1945年〈昭和20年〉2月5日 - 2022年〈令和4年〉2月28日）は、日本の自動車技術者、実業家。スズキ株式会社代表取締役社長を務めた。学位は室蘭工業大学工学博士。

## 人物・経歴
北海道出身。北海道札幌南高等学校を経て、1967年（昭和42年）3月、室蘭工業大学工学部産業機械工学科卒業。
1969年（昭和44年）3月、北海道大学大学院工学研究科衛生工学専攻修了、鈴木自動車工業（のちのスズキ）入社。
2003年（平成15年）4月から代表取締役社長を務めた。
2006年（平成18年）室蘭工業大学博士（工学）の学位を取得。博士論文は「自動車用高強度鋼板の溶接継手における疲労強度および衝撃変形強度に関する研究」。
2008年（平成20年）12月10日、健康上の理由により代表取締役社長を退任し、相談役に退いた。
2009年（平成21年）12月、藍綬褒章を受章。
2015年（平成27年）3月、スズキ相談役を退任。
2022年（令和4年）2月28日、死去。77歳没。